# Zdravotnické noviny
Zdravotnické noviny byly odborný týdeník pro oblast zdravotnictví a sociální péče. Součástí listu byla specializovaná příloha ZN Plus. Několikrát ročně zde vycházely i odborné tematické speciály. 
Od července 2016 vydávalo Zdravotnické noviny  na základě licenční smlouvy vydavatelství A 11 s. r. o. pro vlastníky příslušné ochranné známky, jimiž jsou Odborový svaz zdravotnictví a sociální péče ČR a Ministerstvo zdravotnictví ČR. Kontinuita týdeníku byla zajištěna jejím personálním obsazením. Redakce listu byla složena z někdejších členů redakcí Zdravotnických novin pod dřívějšími vydavateli. Šéfredaktorem týdeníku Zdravotnické noviny byl Filip Kůt Citores (dříve Mladá fronta), šéfredaktorkou odborné přílohy ZN Plus PaedDr. Jaroslava Sladká (dříve Sanoma Magazines Praha, Mladá fronta). 

## Historie

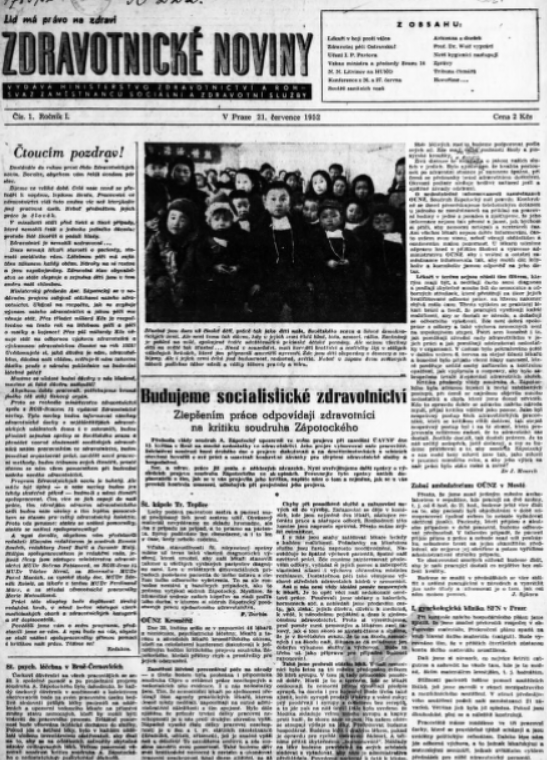
Zdravotnické noviny 1/1952 (titulní strana)

Počátek vydávání listu spadá do roku 1952, jeho zřizovatelem byly odbory a stát, vydavatelem tehdejší Vydavatelství a nakladatelství Práce.
V roce 1994 uzavřeli zřizovatelé Zdravotnických novin licenční smlouvu s novým vydavatelem, společností Strategie, s. r. o. Později došlo k prodeji Strategie vydavatelství Mona, jehož vlastníkem se ale následně v r. 2002 stal vydavatelský dům Sanoma Magazines Praha. Během tohoto období formálních změn pracovala redakce Zdravotnických novin jen s malými personálními obměnami a list se díky nezávislosti, obsahu a kvalitě stal leaderem trhu v odvětví zdravotnického tisku.
Později nakladatelství Sanoma Magazines ztratilo o segment zdravotnického tisku zájem. V době již probíhajícího výběrového řízení na dalšího vydavatele Zdravotnických novin ale neočekávaně přerušilo se zřizovateli titulu spolupráci jak na tomto výběrovém řízení, tak i na řešení vlastnictví ochranných známek, které si již předchozí vydavatel Strategie, s. r. o., v rozporu s vydavatelskou smlouvou přihlásil a přisvojil. V tiráži Zdravotnických novin se náhle objevil vydavatel, který k této činnosti nebyl smluvně zmocněn odborovým svazem ani ministerstvem – Mladá fronta, a.s. – a stávající redakce listu byla rozprášena.[zdroj⁠?!]
Odborový svaz a ministerstvo zdravotnictví nyní[kdy?] usilují o plný návrat vydavatelských práv. Úřad průmyslového vlastnictví již na jejich podnět zrušil nezákonně přihlášené ochranné známky – ty jsou nyní registrovány na jméno Odborového svazu zdravotnictví a sociální péče ČR.
Pravomocným rozhodnutím Vrchního soudu v Praze ze dne 23. 11. 2010 nesmí Mladá fronta, a.s., Zdravotnické noviny vydávat. Toto rozhodnutí však Mladá fronta dlouho nerespektovala, nicméně od ledna 2014 vydává titul pod názvem Zdravotnictví a medicína.